# Provincia fitogeográfica del monte

En amarillo oscuro la Provincia fitogeográfica del Monte.

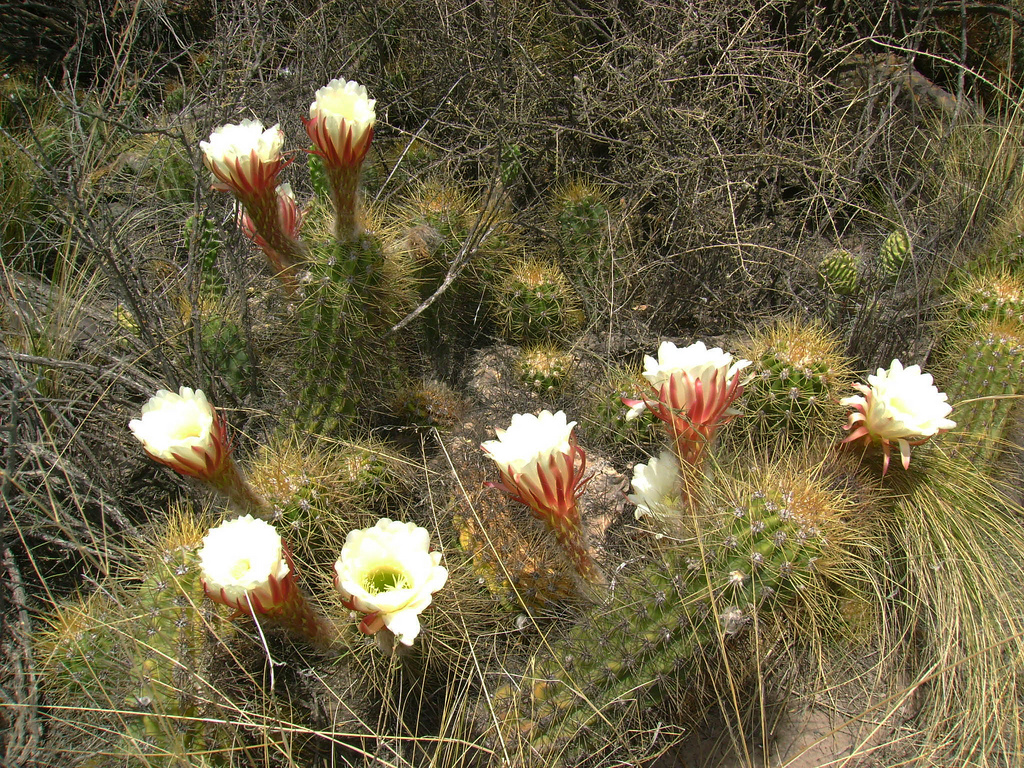
Echinopsis candicans, es una cactácea característica de esta formación.Cerro Arco, Mendoza, Argentina.

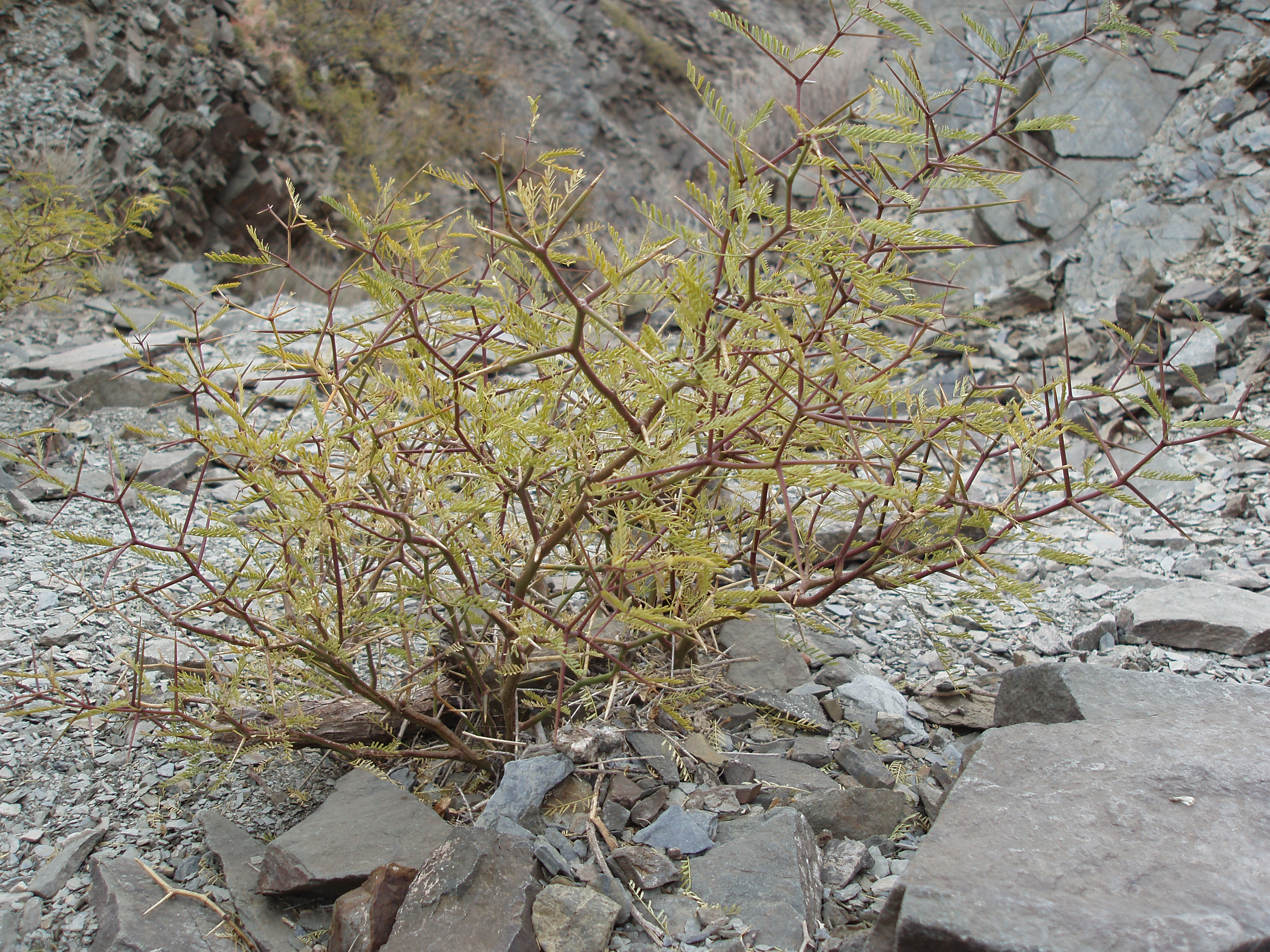
Prosopis alpataco, es un arbusto característico de esta formación.

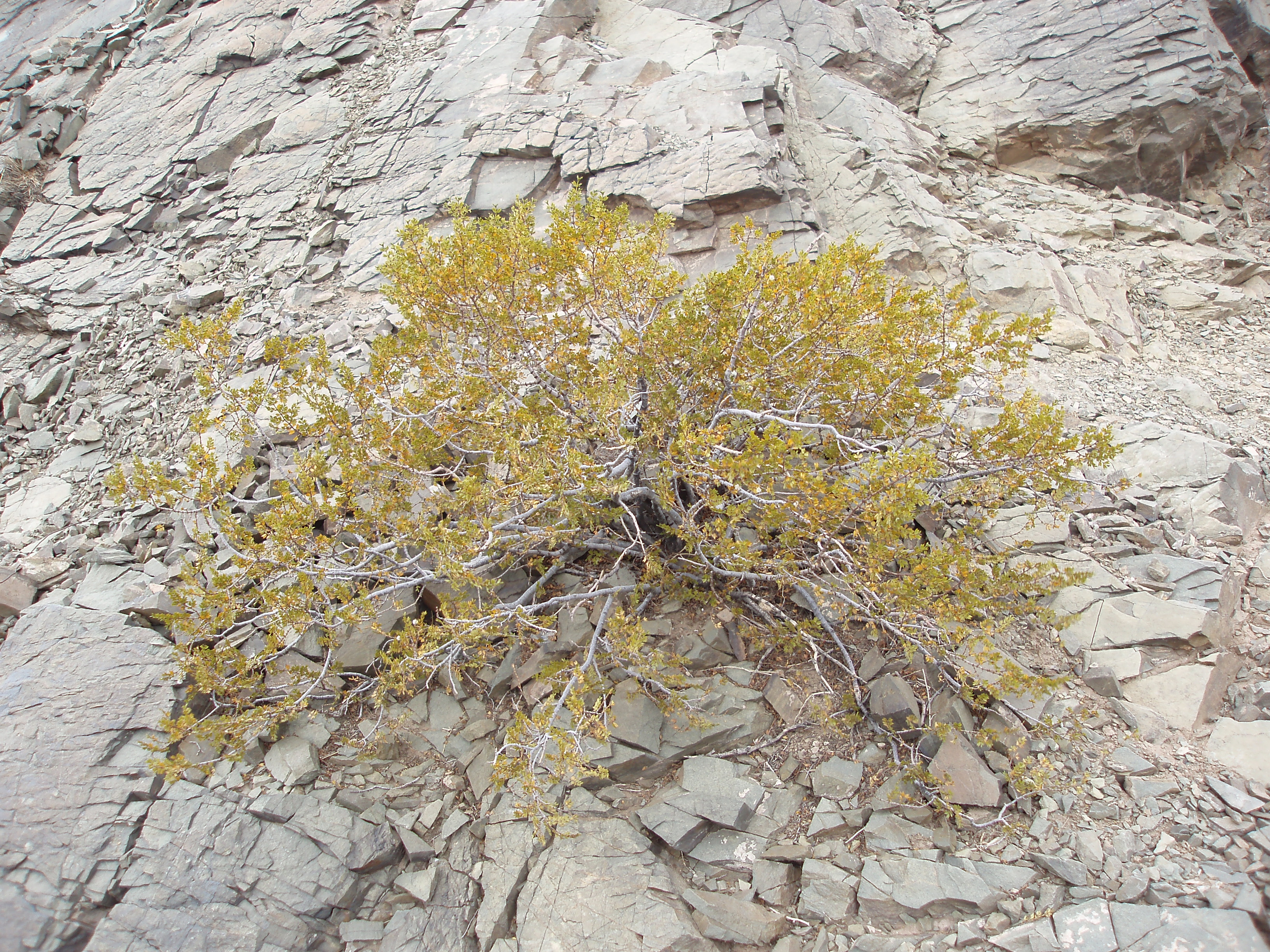
La jarilla (Larrea cuneifolia) arbusto dominante en esta Provincia fitogeográfica.

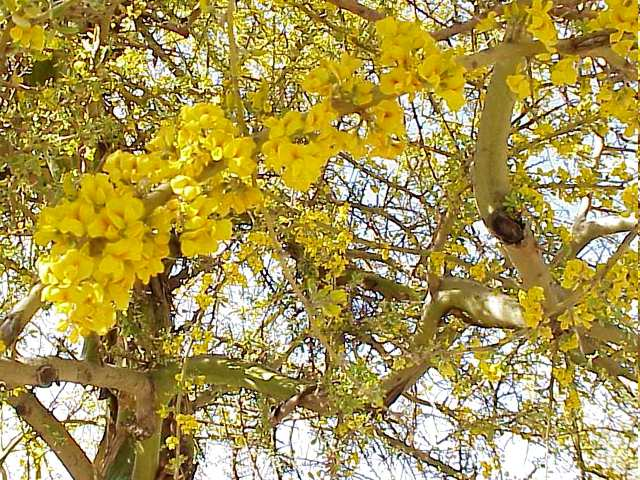
El chañar (Geoffroea decorticans), un arbolito común en esta formación.

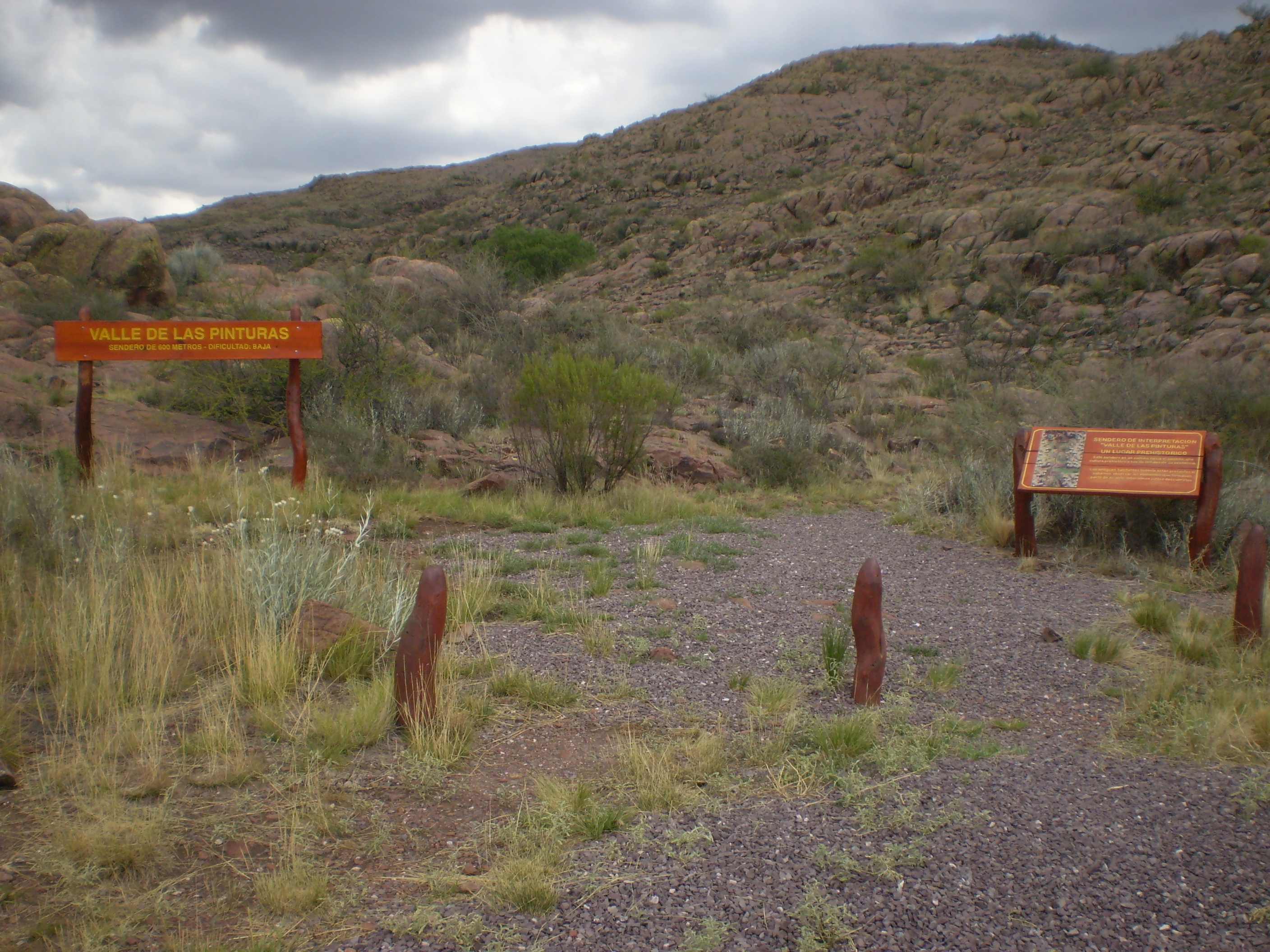
Sendero Valle de las Pinturas en el parque nacional Lihué Calel, La Pampa, Argentina, vegetación típica de la Provincia fitogeográfica del Monte.

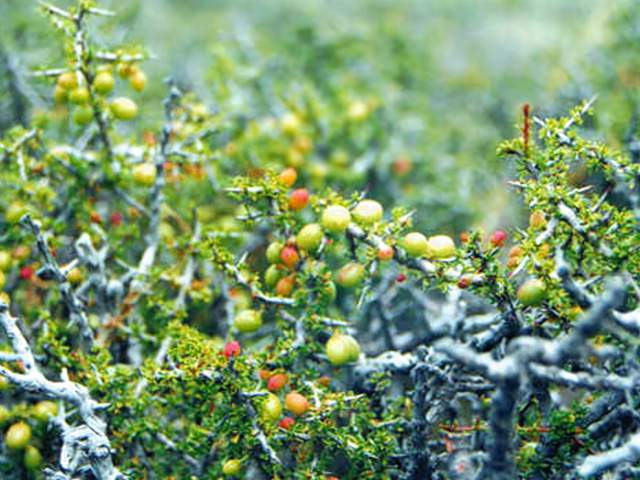
el piquillín (Condalia microphylla), es un arbusto característico de esta formación.

La provincia fitogeográfica del Monte es una región fitogeográfica exclusiva del oeste de la Argentina. El tipo de vegetación predominante es el matorral o la estepa arbustiva xerófila, psamófila o halófila caracterizados por la presencia, casi constante, de jarillas y Prosopis arbustivos. Forma parte de la sistematización fitogeográfica de Ángel Lulio Cabrera (años 1971 - 1976) en la que esta provincia es una de las divisiones del Dominio fitogeográfico Chaqueño. Es el antecedente de la ecorregión del Monte definida por el Fondo Mundial para la Naturaleza. 

## Sinonimia
También es llamada: Monte, Formación del Monte, Monte Argentino, Provincia del Monte, Provincia fitogeográfica del Monte Central, Monte Occidental, Bosques xerófilos, Bosque xerófilo central, Formación del Chañar, Provincia Central, etc.

## Distribución
Según la clasificación de Ángel Lulio Cabrera, la Provincia fitogeográfica del Monte se ubica en el oeste de la Argentina, en la denominada diagonal árida; se extiende en las provincias de: Salta en el valle del río Santa María en su extremo sur y su continuación por las zonas occidentales de Tucumán, el centro de Catamarca y La Rioja, las zonas centro-orientales de San Juan, el este de Mendoza y Neuquén, el oeste de San Luis, el centro y oeste de La Pampa, gran parte del centro y este de Río Negro, llegando finalmente al nordeste de Chubut y las costas del mar Argentino.

## Límites
En su borde austral el límite corre desde el borde marino hacia adentro, partiendo desde el paraje Punta Lobos, donde comienza el Subdistrito fitogeográfico Patagónico Central Chubutense del Distrito fitogeográfico Patagónico Central; el limíte pasa luego por Uzcudun, posteriormente corre al este de Gan Gan, y seguidamente por Las Plumas.
Al oeste limita con el Distrito fitogeográfico Patagónico Occidental; los dos distritos nombrados pertenecen a la Provincia fitogeográfica Patagónica. También al oeste lo hace con la Provincia fitogeográfica de la Payunia. Al norte toca a la Provincia fitogeográfica Prepuneña la cual la reemplaza en mayores altitudes, y con el Distrito fitogeográfico Chaqueño Serrano; al noreste lo hace con el Distrito fitogeográfico Chaqueño Árido, ambos casos pertenecen a la Provincia fitogeográfica Chaqueña. Al este limita con el Distrito fitogeográfico del Caldén de la Provincia fitogeográfica del Espinal, y hacia el sudeste lo hace con el mar Argentino.
La altitud va desde el nivel del mar hasta los 2200 m s. n. m.

## Afinidades florísticas
Esta Provincia fitogeográfica guarda estrecha relación con la Provincia fitogeográfica Prepuneña, a la cual algunos tratan sólo como un distrito de esta. También lo hace con el Distrito fitogeográfico Chaqueño Árido de la Provincia fitogeográfica Chaqueña y con el Distrito fitogeográfico del Caldén de la Provincia fitogeográfica del Espinal. Con ambos distritos forma extensos ecotonos, resultado de las dilatadas planicies en que contactan. En menor medida se relaciona con el Distrito fitogeográfico Patagónico del golfo San Jorge de la Provincia fitogeográfica Patagónica.

## Características
Esta Provincia fitogeográfica se caracteriza por presentar estepas arbustivas xerófilas dominadas por Zigofiláceas y especies del género Prosopis de tamaño reducido. También, se encuentran comunidades edáficas halófilas, sammófilas, y en algunas áreas con napas freáticas poco profundas se presentan bosques de algarrobos, o bosques marginales de sauces relacionados con los grandes ríos. Las cactáceas abundan en el norte, y van disminuyendo en cantidad y número de especies a medida que aumenta la latitud, y por lo tanto, disminuye la temperatura.
Dominan absolutamente las plantas de características xerófilas con abundantes especies áfilas, de órganos aéreos efímeros, anuales de ciclo breve, etc. Se presentan en cuatro tipos: efemerófitos, geofítos, suculentas, y perennes no suculentas.

## Suelo
A pesar de la enorme extensión de la Provincia fitogeográfica, los suelos se presentan con escasa heterogeneidad, generalmente profundos, muy permeables, arenosos o areno-arcillosos en los valles, y de reacción alcalina. También son comunes los suelos salobres, próximos a los salares, y rocosos en las sierras

## Relieve
El relieve es variado, desde valles, bolsones, travesías, y laderas de montañas en el norte, hasta llanuras y mesetas en el sur de la frontera

## Clima
El clima de esta Provincia fitogeográfica es árido y cálido en su porción norte, mientras que la sur es árida y fresca. Las temperaturas medias pasan de 17,5 °C en el norte a 13,4 °C en el sur. Las máximas y mínimas absolutas son más uniformes, llegando a los 43,8 °C y los 13 °C, respectivamente. Es notable la diferencia entre la temperatura máxima y mínima en el mismo día, como consecuencia de la continentalidad y la extrema aridez. 
Las precipitaciones no superan los 300 mm anuales —aunque generalmente son inferiores a los 200 mm—, hasta los 80 mm, siendo incluso en algunos valles sanjuaninos tan sólo de 30 mm. Están distribuidas principalmente durante el estío en la zona norte, siendo inverno-primaverales en su sector sur, pero presentan un marcado déficit hídrico en todas las temporadas y en toda la región.

## Especies principales
La comunidad climáxica de este distrito es la estepa arbustiva de jarillas y retamo, llamada localmente jarillar. Las especies dominantes son especies del género Larrea, llamadas comúnmente jarillas: Larrea divaricata, Larrea cuneifolia, Larrea nitida, y Larrea ameghinoi, el quilembay (Chuquiraga avellanedae), la chilladora (Chuquiraga hystrix), el piquillín (Condalia microphylla), el algarrobillo (Prosopidastrum globosum), el llaollín (Lycium chilense), Bougainvillea spinosa, gramíneas como las Poa y Stipa, arbolitos como el chañar (Geoffroea decorticans), la lata (Mimozyganthus carinatus), el monte negro (Bougainvillea spinosa), Tricomaria usillo, Baccharis salicifolia, Brachyclados lycioides, cactáceas como el cardoncito (Cereus aethiops), Echinocactus, la penca (Opuntia sulphurea), la penca rubia (Setiechinopsis mirabilis), Echinopsis leucantha, el huevo de indio (Tephrocactus articulatus), la traicionera (Cylindropuntia tunicata), el albaricoque (Ximenia americana), la brusquilla (Discaria longispina), varios algarrobos arbustivos como el alpataco (Prosopis alpataco), el retortuño (Prosopis strombulifera), Prosopis globosa, el retamo (Bulnesia retama), Cassia aphylla, la tramontana (Ephedra breana), Artemisia mendozana, la cola de león (Lampayo schickendantzii), Cercidium australe, Atamisquea emarginata, la mata sebo (Monttea aphylla), Verbena ligustrina, Eupatorium bunifolium, Grindelia chiloensis, Oenothera odorata, Glandularia platense, Oxalis viscosisima, Petunia axillaris, etc.
En sectores que bordean las salinas encontramos una estepa arbustiva halófila donde generalmente domina el palo azul (Cyclolepis genistoides), acompañado por la vidriera (Allenrolfea vaginatus), el pelo de chancho (Distichlis scoparia), Senecio filaginoides, Frankenia patagonica, Salicornia ambigua, Heterostachys olivascens, Heterostachys ritteriana, Atriplex sagittifolia, Atriplex lampa, Allenrolfea patagonica, Suaeda divaricata, etc.
En sectores medanosos encontramos una estepa sammófila donde generalmente dominan Sporobolus rigens, Hyalis argentea, Panicum urvilleanum, Grindelia chiloensis, etc.
En los valles de inundación de los grandes ríos se encuentran bosques dominados por el sauce criollo (Salix humboldtiana). Los valles arenosos del sector norte presentan una capa freática de agua dulce a pocos metros de profundidad, lo que permite una vegetación de más desarrollo, con bosques del algarrobo dulce (Prosopis flexuosa), del algarrobo chileno (Prosopis chilensis, viscote (Acacia visco), tala (Celtis ehrenbergiana), molle (Schinus fasciculatus), el sombra de toro (Jodina rhombifolia), etc.
En sectores rocosos de las sierras encontramos una estepa sammófila donde generalmente se encuentran la orquídea Brachystele dilatata, Adesmia lihuelensis, Gaillardia cabrerae, helechos como Cheilanthes buchtienti, Adiantun chilense, Pellaea ternifolia, Cheilanthes micropteris, Gomphrena colocasana, el chañar brea (Cercidium praecox), cactáceas como el manca caballos (Echinopsis candicans), Wigginsia erecta, Gymnocalycum gibosum, etc; aferrados a las paredes rocosas habitan varias especies de claveles del aire (Tillandsia gilliesii, Tillandsia pedicellata), el arbolito endémico chica (Ramorinoa girolae), etc.

## Distritos fitogeográficos
A esta Provincia fitogeográfica es posible subdividirla en dos distritos fitogeográficos.
- Distrito fitogeográfico del monte de sierras y bolsones. Ocupa la porción septentrional de la Provincia fitogeográfica.
- Distrito fitogeográfico del monte de llanuras y mesetas. Ocupa la porción meridional de la Provincia fitogeográfica.